# Politbyro
Politbyro, zkratka z politické byro (rusky: политическое бюро́ [političeskoje bjuro], politická kancelář) je nejvyšší orgán některých komunistických stran a představuje jejich nejužší politické vedení.

## Charakteristika
Tento orgán čítá okolo deseti členů a přijímá nejdůležitější politická rozhodnutí, která jsou poté v mnoha případech předána ke kontrole Ústřednímu výboru strany. Jeho schválení má již převážně jen formální charakter.
Ústřední výbor je na politbyru de facto závislý, protože je svoláván jen z jeho rozhodnutí. V komunistické straně Sovětského svazu se například Ústřední výbor scházel v některých periodách až po několika letech. Pokud jsou dané strany ve vládě a drží moc státu, pak členové politbyra současně zastávají i hlavní úřady ve státním a veřejném životě (prezident, předseda vlády, ministr, předseda odborů atd.).